# پارک ملی آبشار اگرابیز
پارک ملی آبشار اگرابیز (به لاتین: Augrabies Falls National Park) یک پارک ملی در آفریقای جنوبی است که در کیپ شمالی واقع شده‌است.